# Бревиг-Мишен
Бревиг-Мишен (англ. Brevig Mission, инупиак: Sitaisaq или Sinauraq) — город в зоне переписи населения Ном, штат Аляска, США.

## География
По данным Бюро переписи населения США площадь населённого пункта составляет 6,8 км², из них суша составляет 6,7 км², а водные поверхности — 0,1 км². Расположен на полуострове Сьюард, в 8 км от города Теллер и примерно в 105 км к северо-западу от Нома.

## Население
По данным переписи 2000 года население статистически обособленной местности составляло 276 человек. Расовый состав: коренные американцы — 90,59 %; белые — 7,97 %; представители двух и более рас — 1,45 %. Доля лиц в возрасте младше 18 лет — 45,3 %; лиц старше 65 лет — 3,6 %. Средний возраст населения — 20 лет. На каждые 100 женщин приходится 101,5 мужчин; на каждые 100 женщин в возрасте старше 18 лет — 118,8 мужчин.
Из 68 домашних хозяйств в 52,9 % — воспитывали детей в возрасте до 18 лет, 30,9 % представляли собой совместно проживающие супружеские пары, 25,0 % — женщины без мужей, 20,6 % не имели семьи. 14,7 % от общего числа хозяйств на момент переписи жили самостоятельно, при этом 0 % составили одинокие пожилые люди в возрасте 65 лет и старше. В среднем домашнее хозяйство ведут 4,06 человек, а средний размер семьи — 4,35 человек.
Средний доход на совместное хозяйство — $21 875; средний доход на семью — $16 786.

## Испанский грипп
В конце 1990-х годов группа учёных во главе с Джоханом Халтином эксгумировала тело инуитской женщины, которая была похоронена в мёрзлом грунте близ Бревиг-Мишен, в попытках восстановить РНК вируса гриппа 1918 года (Испанский грипп). Во время эпидемии 1918 года в Брейвиг-Мишен всего за 5 дней умерли 72 из 80 человек, проживающих на тот момент в населённом пункте.